# Camp d'internement de Stanley
Le camp d'internement de Stanley (赤柱拘留營, Stanley Internment Camp) est un camp de prisonniers civils présent à Hong Kong durant la Seconde Guerre mondiale. Situé à Stanley, dans le sud de l'île de Hong Kong, il est utilisé par l'armée impériale japonaise pour détenir des ressortissants ennemis non chinois après sa conquête de la colonie britannique en décembre 1941. Environ 2 800 hommes, femmes et enfants sont détenus ensemble pendant 44 mois, de début janvier 1942 à août 1945, date à laquelle les forces japonaises se rendent. La zone du camp se composait du St Stephen's College (zh) et des terrains de la prison de Stanley, mais pas la prison elle-même.

## Evacuation et arrivée au camp

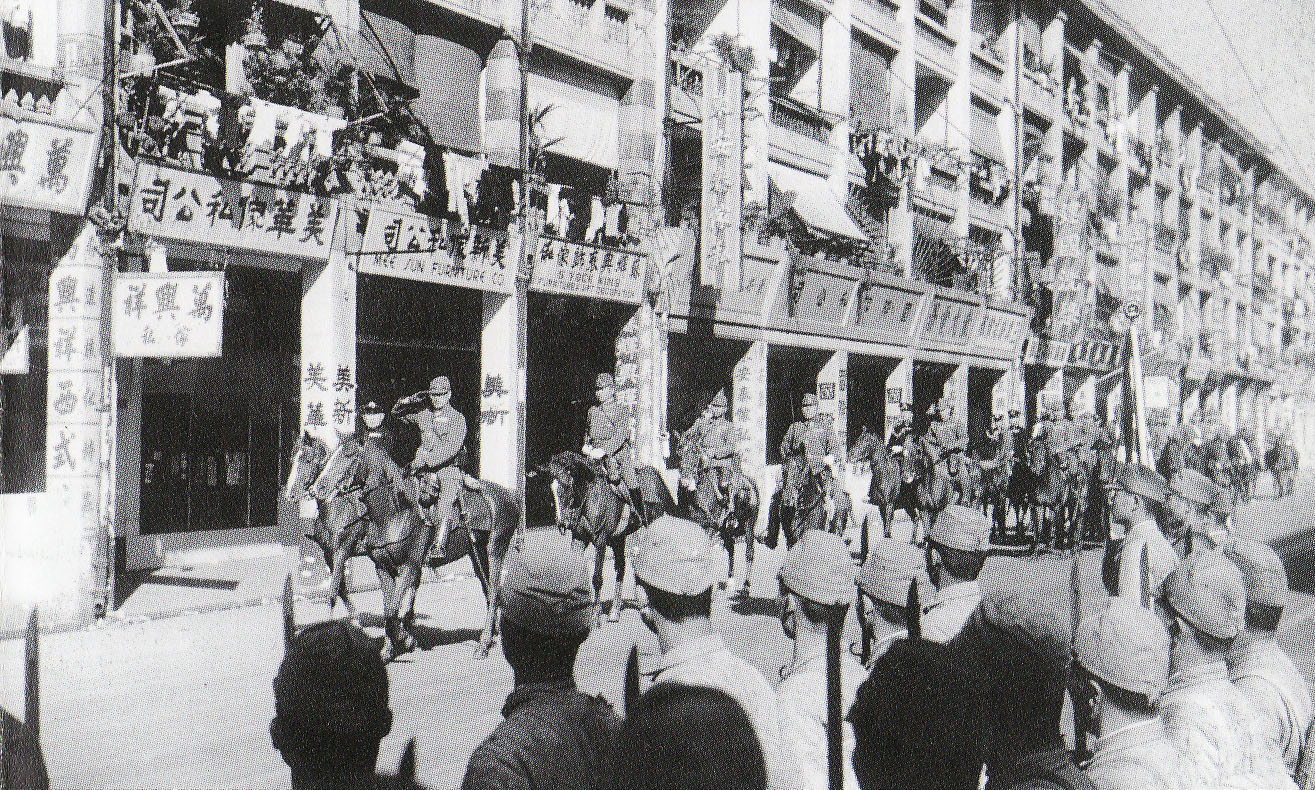
Les troupes japonaises défilent sur Queen's Road à Hong Kong en décembre 1941, après la capitulation britannique.

En 1939, le gouvernement britannique élabore des plans d'évacuation pour les résidents britanniques et européens de Hong Kong, qui est à l'époque une colonie de la Couronne. Le bureau de la Guerre pense que la ville tomberait inévitablement aux mains des forces japonaises en cas d'attaque et ne doit donc pas être renforcée par plus de forces défensives. La présence d'un grand nombre de femmes et d'enfants britanniques aurait été un « embarras » pour le gouvernement lorsque les forces japonaises auraient pris Hong Kong, et en outre, on pense que l'internement de milliers de civils britanniques causerait des souffrances inutiles et servirait de matériel de propagande aux Japonais. En juillet 1940, le gouvernement colonial de Hong Kong reçoit l'ordre du Royaume-Uni de procéder aux évacuations. Le 3 août, toutes les familles militaires et les femmes et enfants britanniques non militaires enregistrés sont transférées aux Philippines. Cependant, les évacuations obligatoires précipitées suscitent des critiques de la part de nombreux évacués, de leurs maris et de leurs employés, qui estiment que les évacuations sont prématurées et inutiles. Selon Bernice Archer et Kent Fedorowich, respectivement de l'université de l'Essex et de l'université de l'Ouest de l'Angleterre, la population chinoise locale est irritée par son exclusion des évacuations et considèrent les plans comme étant « racistes ». De plus, les plans excluent les détenteurs de passeports britanniques qui ne sont pas d'ascendance européenne. Face aux critiques, le gouvernement rend par la suite les évacuations non obligatoires. Les évacuations existantes déjà ordonnées sont annulées à condition que les évacués se portent volontaires pour des rôles auxiliaires, tels que les soins infirmiers ou le travail administratif.
Le 8 décembre 1941, les forces japonaises attaquent Hong Kong, marquant le début de la bataille de Hong Kong. Dix-sept jours plus tard, le jour de Noël 1941, connu sous le nom de « Noël noir », le gouvernement de Hong Kong se rend et Hong Kong passe sous occupation japonaise. Le 4 janvier 1942, un avis paraît dans un journal de langue anglaise indiquant que tous les « ressortissants ennemis » doivent se rassembler sur le terrain de parade de la caserne Murray. Beaucoup de gens ne voient pas l'avis, mais environ 1 000 personnes se rassemblent finalement sur place. En plus de ceux qui se sont rassemblés volontairement se trouvent également des personnes expulsées de force de leurs maisons.
Les personnes rassemblées sont emmenées et initialement internées dans des hôtels-bordels sur le front de mer près de l'actuel terminal de ferry Hong Kong-Macao (en). Les conditions y sont sales et surpeuplées, et la nourriture est médiocre. Au bout de 17 jours, les internés sont emmenés par bateau à Stanley. Les « ressortissants ennemis » qui ne se sont pas rassemblés sur le terrain de parade de Murray évitent l'internement dans les hôtels-bordels. Cependant, fin janvier, la plupart des civils à interner sont transférés à Stanley. À leur arrivée au camp, les internés découvrent que peu de choses y sont préparées pour eux. Il n'y a pas d'installations de cuisine, pas de meubles, peu de vaisselle ou de couverts. Les toilettes sont sales, inadéquates et sans eau. Les chambres sont vite surpeuplées avec des réunions aléatoires de personnes sans rapport les unes avec les autres, et avec peu d'attention accordée à l'hygiène ou à la santé publique.

## Le camp
Le site de Stanley est choisi par les Japonais après consultation de deux représentants du gouvernement de Hong Kong : le Dr P. S. Selwyn-Clarke (en), directeur des services médicaux, et F. C. Gimson (en), secrétaire colonial. Situé sur la péninsule de Stanley (en), qui est à environ neuf kilomètres de la ville à l'époque, le camp se compose du St. Stephen's College et du terrain de la prison de Stanley, à l'exclusion de la prison elle-même qui est utilisée par les autorités japonaises pour détenir ce qu'elles considèrent comme des « criminels ». Plusieurs centaines d'internés vivent à St. Stephen's, tandis que la majorité d'entre eux vivent sur le terrain de la prison. Avant l'occupation japonaise, St. Stephen's était une école secondaire dont les installations, en plus des salles de classe, comprenaient une salle de réunion, des bungalows pour les enseignants et des laboratoires scientifiques. Plus de vingt internés occupent chaque bungalow, construit pour une famille, et plus encore occupent chaque laboratoire scientifique, vivant entre des cloisons de sac et de vieilles couvertures. Presque tous les bâtiments du camp sont utilisés comme logements.
Certains bâtiments et espaces de l'enceinte pénitentiaire ont des fonctions spécifiques :
- Le club des officiers de prison est utilisé pour de multiples fonctions, notamment comme cantine, jardin d'enfants, église catholique et centre de loisirs[2].
- Deux divisions principales de quartiers existent : les quartiers des gardiens et les quartiers indiens. Avant la guerre, les quartiers des gardiens abritaient des gardiens européens, avec de grands appartements conçus pour une famille chacun, et les quartiers indiens abritaient des gardiens de prison indiens, construits avec des appartements plus petits. Une moyenne de trente internés vivent dans chaque appartement du quartier des gardiens et une moyenne de six internés vivent dans chaque appartement du quartier des Indiens[12].
- Un bâtiment qui abritait des gardiens indiens célibataires avant la guerre est transformé en hôpital appelé Tweed Bay[13].
- Deux maisons, à l'origine utilisées comme logements pour le directeur et le médecin de la prison, sont transformées en quartier général japonais du camp[13].
- Le cimetière sur le terrain devient un lieu populaire de détente tranquille ainsi qu'un lieu de rencontres intimes entre internés hommes et femmes[13].

## La vie dans le camp

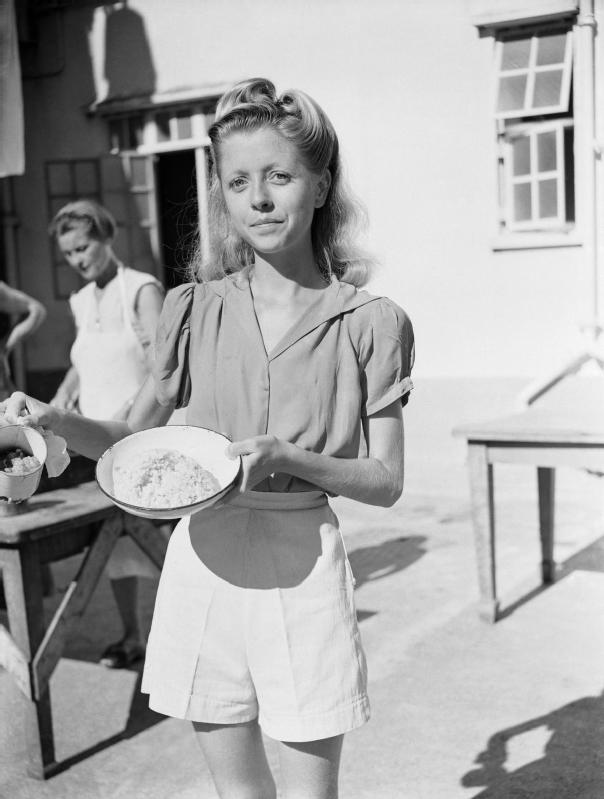
Photo d'une ancienne prisonnière, prise après la libération du camp en 1945, tenant la quantité de rations quotidiennes de riz et de ragoût pour les détenus de sa chambre, abritant cinq personnes.

Les internés sont au nombre de 2 800, dont environ 2 325 à 2 514 Britanniques. La population adulte compte 1 370 hommes et 858 femmes, et les enfants de 16 ans ou moins sont au nombre de 286, dont 99 ont moins de 4 ans. Le camp est placé sous le contrôle du département japonais des affaires étrangères, mais selon l'historien Geoffrey Charles Emerson, les forces japonaises n'ont pas prévu de traiter avec les civils ennemis à Hong Kong. En tant que tel, le camp est pourvu de peu de produits de première nécessité et les prisonniers doivent gérer le camp eux-mêmes. Des comités sont formés pour des questions telles que le logement, la nourriture et les soins médicaux. Les groupes par nationalité restent pour la plupart indépendants les uns des autres, sauf pour les questions de bien-être et de soins médicaux. Très peu de fonctionnaires sont sélectionnés pour siéger dans ces comités, en raison du sentiment anti-gouvernemental présent parmi la plupart des prisonniers qui blâme le gouvernement pour la reddition rapide de Hong Kong.
La plus grande préoccupation est la nourriture, s'assurer qu'il y en a suffisamment occupe la majeure partie du temps des prisonniers. Peu de nourriture est fournie par les autorités japonaises, et elle est de mauvaise qualité - contenant souvent de la poussière, de la boue, des excréments de rats et de cafards, des mégots de cigarettes et parfois des rats morts. Chaque jour, les prisonniers reçoivent du congee de riz à 8 heures du matin et des repas composés de riz avec ragoût à 11 heures et à 17 heures. De plus, ils dépendent de la nourriture envoyée par colis par des amis ou des parents de la ville, de l'aide de la Croix-Rouge, des légumes cultivés et achètent de la nourriture à la cantine ou au marché noir.
Une autre préoccupation est la santé et les soins médicaux des prisonniers. Bien que les installations médicales soient insuffisantes, les prisonniers comptent parmi eux environ 40 médecins, deux dentistes, six pharmaciens, 100 infirmières qualifiées et un grand nombre d'infirmières auxiliaires bénévoles. Pour cette raison, selon l'historien G. B. Endacott (en), aucune épidémie majeure ne se produit,. Les maladies les plus courantes parmi les prisonniers sont le paludisme, la malnutrition et ses maladies associées, le béribéri et la pellagre. La pénurie de fournitures et d'équipements médicaux posent un défi aux responsables des soins médicaux, le manque de savon et de désinfectant étant une préoccupation particulièrement gênante.
Les femmes et les enfants contribuent à un sentiment de normalité car leur présence fournit des relations sociales, familiales et de genre conventionnelles. Les prisonniers pensent que la présence des enfants les rend moins égoïstes, car elle les oblige à penser au bien-être de ces derniers. Les femmes organisent des fêtes de Noël et d'anniversaire. D'autres divertissements telles que des comédies musicales, des pièces de théâtre, des récitals et des spectacles de variétés sont également organisées. Bien que le camp manque de livres et de fournitures scolaires, les enseignants et les administrateurs pédagogiques parmi les prisonniers peuvent dispenser des cours aux enfants aux niveaux primaire et secondaire. De plus, de nombreuses opportunités éducatives sont disponibles pour les adultes : cours de langue pour le chinois, le malais, et le français, ainsi que des conférences sur la photographie, la plaisance, le journalisme et l'aviculture. En plus des journaux intimes tenus par les prisonniers, dont beaucoup sont maintenant conservés par l'Imperial War Museum, un registre de la vie dans le camp est créé à l'aide d'un drap de lit double. Le drap de Day Joyce (en) est brodé et décoré avec 1 100 noms, signes et chiffres, y compris un journal en code.

## Décès

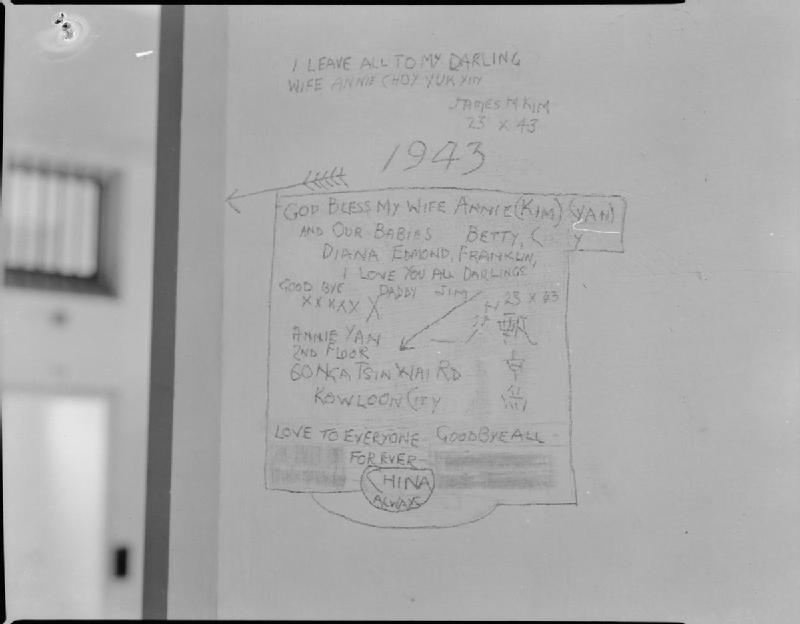
Dernières volontés et messages du prisonnier exécuté James M. Kim.

Les archives montrent que 121 internés sont morts dans le camp, principalement en raison de maladies, la moitié des décès étant des prisonniers âgés de plus de 50 ans. Il y a également quelques décès accidentels. Deux prisonniers sont morts de chutes et un enfant s'est noyé. Le pire accident s'est produit lors de la grande attaque de la marine américaine contre Hong Kong le 16 janvier 1945,  lorsqu'un avion bombarde accidentellement le bungalow 5 du St. Stephen's College, tuant 14 prisonniers. Tous ces prisonniers sont enterrés au cimetière militaire de Stanley.
Sept autres prisonniers sont exécutés par les autorités japonaises car ils sont découverts en possession d'un poste de radio qu'ils utilisent pour faire passer des messages à l'intérieur et à l'extérieur du camp. Les autres prisonniers sont forcés d'assister à leur torture publique. Des procès militaires ont lieu par la suite et le 29 octobre 1943, certains des prisonniers sont exécutés par balles et au moins un, John Fraser, est décapité. Outre cela, les autorités japonaises exécutent par décapitation trois policiers chinois pour avoir apporté des cigarettes et du tabac aux prisonniers du camp.

## Tentatives d'évasion
Un certain nombre de facteurs rendent les tentatives d'évasion décourageantes pour les prisonniers. Ils doivent parcourir le territoire occupé par les Japonais, trouver de la nourriture et, comme peu de prisonniers parlaient le cantonais, ils doivent également faire face à la barrière de la langue s'ils réussissent à s'échapper. Malgré ces difficultés, il y a trois tentatives d'évasion majeures, dont deux en mars 1942 qui réussissent. Un groupe de huit prisonniers s'échappe sur un petit bateau vers Macao. Un autre groupe, composé de deux prisonniers, s'échappe à travers les Nouveaux Territoires et en Chine continentale. Le troisième groupe, quatre policiers, réussit en avril 1942 à s'échapper mais est attrapé à quelques kilomètres du camp. Ils sont ensuite emprisonnés et relâchés dans le camp après quelques semaines.

## Rapatriement anticipé
Le rapatriement est l'un des deux sujets les plus discutés au camp (l'autre étant la nourriture). Le 6 mai 1942, les autorités japonaises informent les prisonniers que le rapatriement pour les Américains aurait lieu le 15 juin. Le traitement japonais des prisonniers américains s'améliore pendant cette période d'attente, de la nourriture plus abondante et de meilleure qualité leur est donnée et ils sont autorisés à entrer en contact avec des amis chinois à l'extérieur du camp. Des journalistes américains sont interviewés par une agence de presse japonaise qui pose des questions sur la guerre et le camp. Les prisonniers découvrent plus tard que l'interview est devenue de la propagande de guerre pour les Japonais, sous la forme d'un article affirmant que des journalistes américains avaient complimenté l'armée japonaise et le camp lui-même, déclarant que le camp est « probablement le plus confortable du monde ». Ce n'est que le 29 juin que le rapatriement des Américains a finalement lieu, après que des citoyens japonais et thaïlandais détenus aux États-Unis et en Amérique du Sud soient montés à bord de navires fin juin en vue de l'échange de prisonniers. Les rapatriés sont vaccinés contre la variole et le choléra, et subissent des examens médicaux approfondis. Les Américains ne peuvent emporté aucun livre, bible, ou journal avec eux, mais les prisonniers restants sont chacun autorisés à écrire une lettre de 150 mots que les Américains doivent emporter avec eux. Les prisonniers américains montent à bord de l'Asama Maru (en), avec d'autres Américains qui avaient été autorisés à rester à Hong Kong en dehors du camp. Après avoir récupéré des Américains d'autres endroits en Asie pour les rapatrier, l'Asama Maru arrive à Maputo au Mozambique (alors appelé Lourenço Marques) le 22 juillet, où les Américains et les Japonais échangent des prisonniers. Les Américains atteignent finalement New York le 25 août. Au total, 377 Américains sont rapatriés de Hong Kong.
Le rapatriement des prisonniers canadiens et des prisonniers américains restants est annoncé en août 1943 (tous les prisonniers américains n'ont pas été rapatriés en juin 1942). Des préparatifs similaires au rapatriement précédent sont faits, y compris des messages et des rapports à livrer. Le navire Teia Maru atteint Hong Kong le 23 septembre, embarquant 73 prisonniers canadiens, 24 prisonniers américains et 13 prisonniers latino-américains. Le navire navigue vers Goa en Inde, où un échange de prisonniers avec le Japon a lieu.
Les prisonniers britanniques entendent une rumeur disant que leur rapatriement est possible. Gimson leur dit qu'un représentant de la Croix-Rouge considère comme « encourageant » la possibilité d'un rapatriement. Les autorités japonaises les informent à deux reprises (le 24 mai 1943 et le 2 novembre 1943) qu'ils seraient rapatriés, et le 25 mai 1943, le numéro de 1943 de Hong Kong News rapporte que les négociations pour le rapatriement « se déroulent plutôt bien ». Malgré tout, les prisonniers britanniques ne seront rapatriés qu'à la fin de la guerre.

## Libération

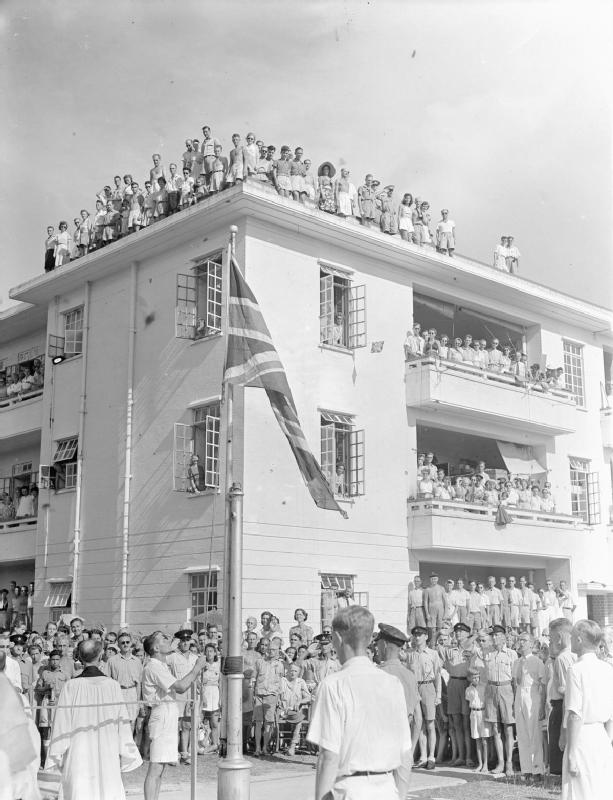
L'Union Jack est élevé au camp après la reddition des forces japonaises.

Les internés sont libérés le 16 août 1945, le lendemain de la diffusion par l'empereur Hirohito de son acceptation de la proclamation de Potsdam en capitulation. Environ deux semaines plus tard, la flotte britannique arrive pour chercher les anciens prisonniers, et plusieurs semaines plus tard, le camp est fermé. De nombreux prisonniers retournent en ville et commencent à se réadapter à leur vie d'avant, et beaucoup d'autres, en particulier ceux en mauvaise santé, restent sur L'historien Geoffrey Charles Emerson écrit que la raison « probable » pour laquelle les prisonniers britanniques n'ont pas été rapatriés avant la fin de la guerre est du fait que les forces alliées refusaient de libérer des ressortissants japonais détenus en Australie. Ces ressortissants étaient le seul groupe important de ressortissants japonais détenus par les Alliés après le rapatriement des prisonniers américains et canadiens. Ils avaient été pêcheurs de perles en Australie avant la guerre et connaissaient bien la côte australienne. Leur connaissance aurait été « militairement importante » pour les Japonais si une invasion de l'Australie avait été tentée, d'où le refus des Alliés de les libérer,.

## Compensation
En 1948, le gouvernement américain, par le biais de la loi sur les revendications de guerre (en), autorise un paiement de 60 dollars US$ pour chaque mois qu'un adulte a passé dans un camp d'internement et de 25 dollars US$ par mois pour les enfants internés. Certains reçoivent également 1 US$ par jour pour « repas manqués ». Au Royaume-Uni, de 1952 à 1956, environ 8 800 internés britanniques, en particulier ceux qui résidaient normalement au Royaume-Uni au début de la guerre, reçoivent une somme de 48,50 £ à titre de réparation. Les paiements pour les internés américains et britanniques sont effectués à partir du produit des actifs japonais saisis en vertu du traité de San Francisco. Les internés néerlandais reçoivent chacun une somme de 100 dollars US$, les paiements étant financés par un accord séparé signé entre les Néerlandais et les Japonais en 1957.
La montée du Japon en tant que puissance économique et l'ouverture des dossiers de la Seconde Guerre mondiale au Public Record Office du Royaume-Uni créé le sentiment dans les années 1990 que l'on n'a pas fait assez pour réparer les souffrances des internés et des prisonniers de guerre. En novembre 2000, le gouvernement britannique annonce un plan de compensation pour les civils britanniques qui internés pendant la Seconde Guerre mondiale. Le programme prévoit un ensemble de 167 millions £ et, en février 2001, la première série de paiements de 10 000 £ est en cours. Initialement, le plan excluait les personnes britanniques qui n'ont aucun « lien de sang » avec la Grande-Bretagne, une distinction étant faite entre ceux qui étaient des « citoyens britanniques » et ceux qui étaient des « sujets britanniques ».
En réaction à cela, l'ancienne internée de Stanley, Diana Elias, intente une action civile contre le gouvernement britannique, alléguant que la distinction de « lien de sang » faite par le régime d'indemnisation est discriminatoire et que les autorités japonaises n'ont fait aucune distinction de ce genre dans leur traitement des internés. La famille d'Elias, y compris ses parents et ses grands-parents, étaient tous titulaires de passeports britanniques. La distinction « lien de sang », cependant, l'a rendue inéligible à une indemnisation parce qu'elle est d'ascendance juive irakienne. En juillet 2005, la Haute Cour de Londres se prononce en sa faveur et est ensuite soutenue par la Cour d'appel lorsque le ministère de la Défense fait appel de la décision de la Haute Cour. Cela permet à des centaines d'internés civils survivants de percevoir l'indemnisation qui leur avait été précédemment refusée par la distinction « lien de sang ».

## Après-guerre
Le St. Stephen's College est rouvert en 1945 après la guerre. Sa chapelle est construite sur les terrains de l'école en 1950, la fenêtre commémorative au-dessus de sa porte ouest étant un don servant à se souvenir de la souffrance au camp d'internement de Stanley.

## Prisonniers notables
- Mark Aitchison Young - Gouverneur de Hong Kong
- Mateen Ansari (en) - 7e régiment Rajput
- C. Grenville Alabaster (en) - Procureur général de Hong Kong
- Morris Abraham Cohen (en)
- Kenelm Hutchinson Digby (en)
- Geoffrey Herklots (en)
- Elly Kadoorie (en)
- Atholl MacGregor (en) - Juge en chef de Hong Kong
- Lewis Morley
- Hilda Selwyn-Clarke (en)
- Andrew Lusk Shields (en)
- Francis Sutton
- Franklin Gimson (en) - Secrétaire colonial de Hong Kong et plus tard gouverneur de Singapour (en)